# Piwniczna-Zdrój
Piwniczna-Zdrój (do 6 lutego 1998 Piwniczna) – miasto w województwie małopolskim, w powiecie nowosądeckim, siedziba gminy miejsko-wiejskiej Piwniczna-Zdrój.
Miasto królewskie starostwa sądeckiego w powiecie sądeckim województwa krakowskiego w końcu XVI wieku. W latach 1975–1998 miasto administracyjnie należało do województwa nowosądeckiego. Według danych GUS z 1 stycznia 2024 r. miasto liczyło 5385 mieszkańców.

## Położenie geograficzne
Piwniczna leży nad rzeką Poprad, jej obszar rozpościera się od wysokości 357 m (dolina Popradu w rejonie przysiółka Witkowskie) do 1140 m (podszczytowe partie Wielkiego Rogacza) 1182 m. Najwyższe szczyty w obrębie miasta: Eliaszówka 1024 m, Niemcowa 963 m, Granica 715 m, Kicarz 703 m. Przez miasto biegnie linia kolejowa, ze stacją Piwniczna i przystankiem Piwniczna-Zdrój oraz droga krajowa 87 łącząca Nowy Sącz z miejscowym, byłym przejściem granicznym Piwniczna-Mníšek nad Popradom.

## Historia oraz pochodzenie nazwy miasta
Królewskie Wolne Miasto Piwniczna zostało założone w Dolinie Popradu na tzw. surowym korzeniu na mocy dekretu króla Kazimierza III Wielkiego w 1348 r., w ramach polityki obronności kraju zakładającej lokowanie osad wzdłuż ówczesnych granic Polski. Piwniczna, z racji swego położenia, miała także wspomagać dochody królewskiego skarbca. Zasadźcą miasta na prawie magdeburskim był Hanko, mieszczanin pochodzący z Nowego Sącza. Pierwotna nazwa osady Piwniczna Szyja, która według dokumentu lokacyjnego istniała jeszcze przed powstaniem miasta, odnosiła się do „wąskiego przesmyku, gardziela”, czyli charakterystycznego zwężenia rzeki Poprad w okolicach dzisiejszego Międzybrodzia. Nazwa ta funkcjonowała do końca XVIII w. Sama nazwa Piwniczna pochodzi od „zaciemnionego przez cień gęstego boru wjazdu do miasta od strony północnej”. Istnieje również alternatywne wytłumaczenie nazwy Piwniczna, lecz jest ono jedynie tylko ludowym przekazem utartym w tutejszej tradycji. Otóż różne dawne wzmianki wspominały o tym, że w Piwnicznej i okolicy były miejsca, gdzie istniały jakieś podziemne przejścia, tunele, szyby, lochy itp, obiekty z okresu gdzieś wczesnego średniowiecza, które prawdopodobnie można byłoby wiązać z dawnymi legendami o miejscowym prymitywnym kopalnictwie i może obiektami o charakterze częściowo obronnym ludności, ze względu na trudne, i mało dostępne pogranicze. Pod starą szkołą (obecnie małe planty) widać otwór jamy, o której lud prawi, że pod miasteczkiem całym ciągnie się aż do Kamiennego Gronia.
Położenie przy ruchliwym trakcie handlowym na Węgry i liczne przywileje królewskie spowodowały szybki i dynamiczny rozwój miasta. W wydanej po raz pierwszy w 1786 r. „Geografii (...) Galicyi i Lodomeryi” jej autor, Ewaryst Andrzej, hrabia Kuropatnicki scharakteryzował Piwniczną krótko, pisząc: Komorami celnemi od Węgier znakomite miejsce.
Już w XVIII w. Piwniczna posiadała sieć wodociągową. Na przełomie XVIII i XIX w. wybudowano m.in. szkołę, karczmę, pięć młynów, cysternę na wodę, papiernię i szpital. 
Po I rozbiorze Polski Piwniczna znalazła się w zaborze austriackim. W latach 1775-1782 znajdowała się w dystrykcie Nowy Sącz, natomiast w latach 1782–1850 i 1854–1865 znajdowała się w cyrkule sądeckim.
Kolejnym impulsem do rozwoju miasta była budowa w latach 1874–1876 linii kolejowej Nowy Sącz – Muszyna, chociaż przystanek kolejowy w Piwnicznej wybudowano dopiero w 1908 r., gdy miasto przekazało kolei subwencję na ten cel. Pożar miasta w 1876 roku spowodował spalenie drewnianego kościoła i czterdziestu domów. W latach następnych odkryto źródła wód mineralnych, a w 1884 r. pojawili się pierwsi kuracjusze. Piwniczna stała się też wkrótce znanym ośrodkiem letniskowo-wypoczynkowym.

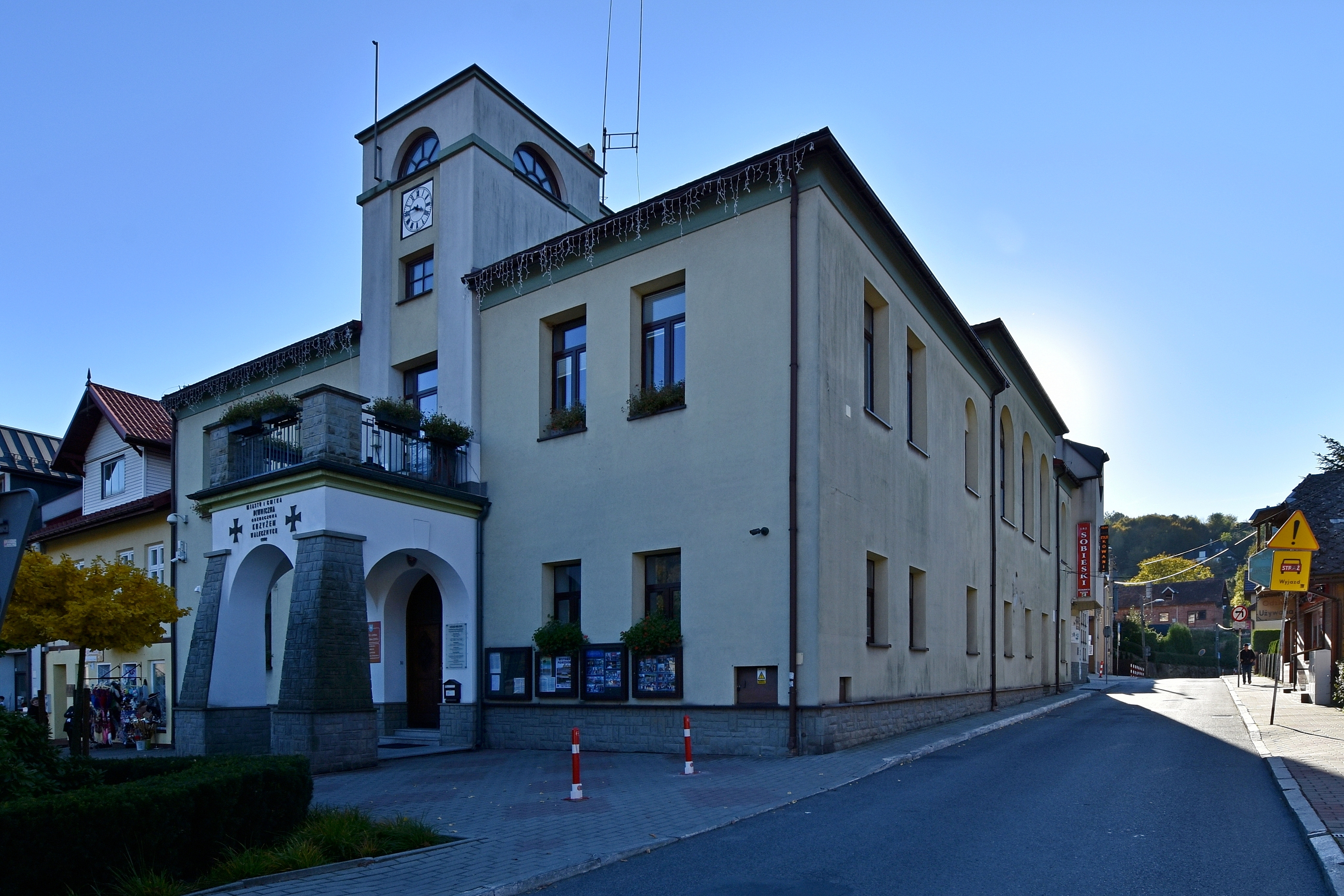
Ratusz
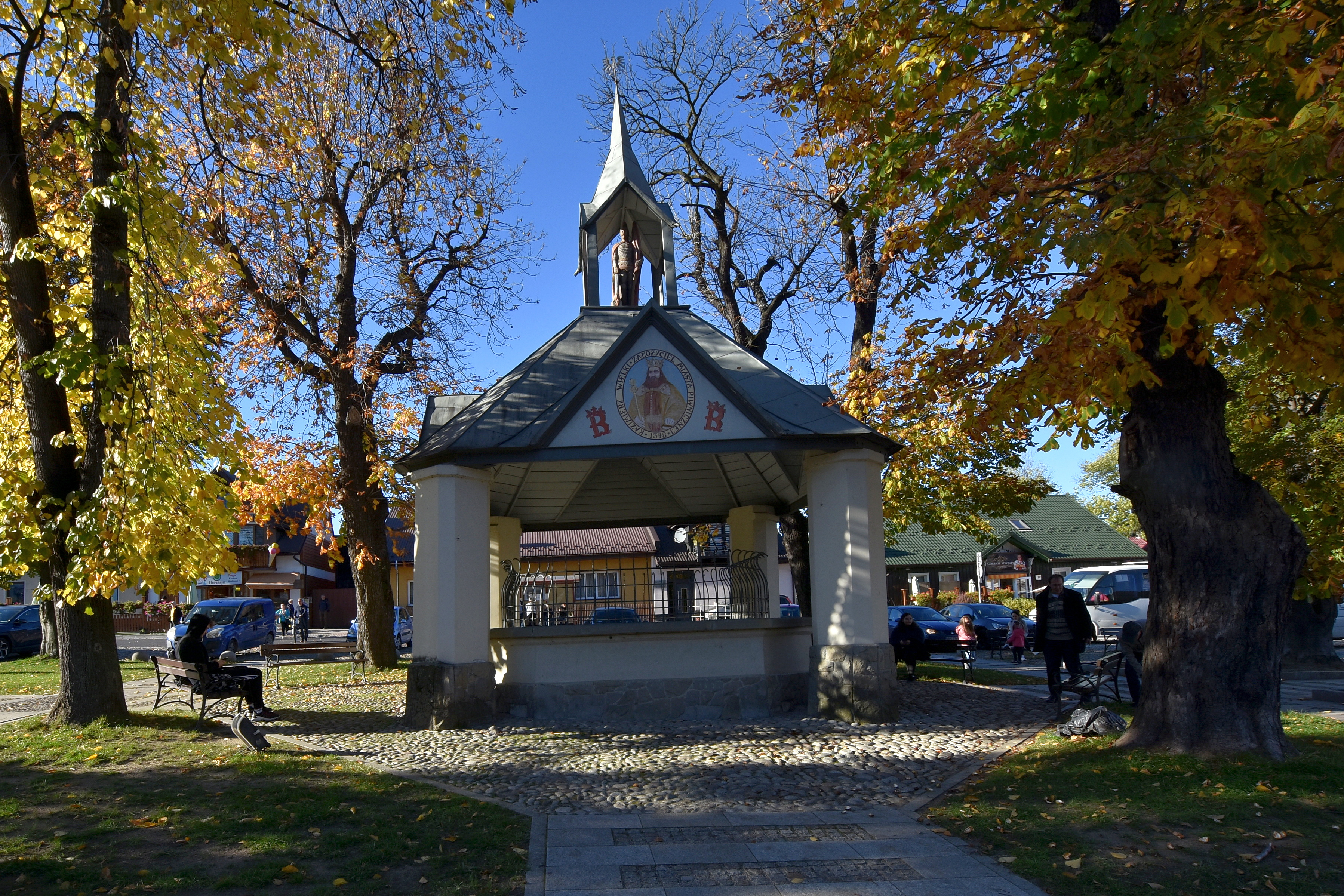
Rynek, zabytkowa studnia
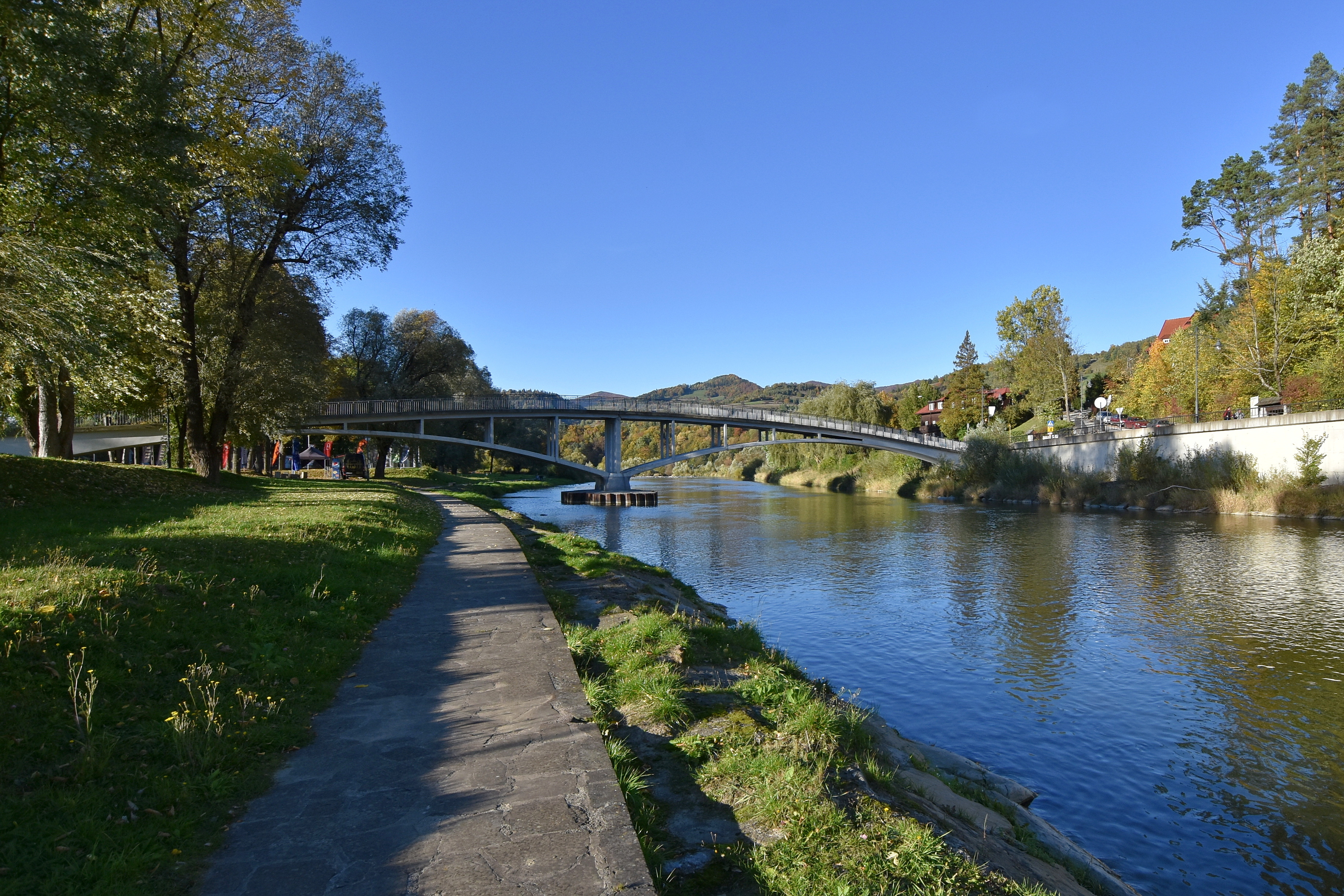
Poprad w Piwnicznej

W okresie międzywojennym w miejscowości stacjonowała placówka Straży Granicznej I linii „Piwniczna”.

## Demografia

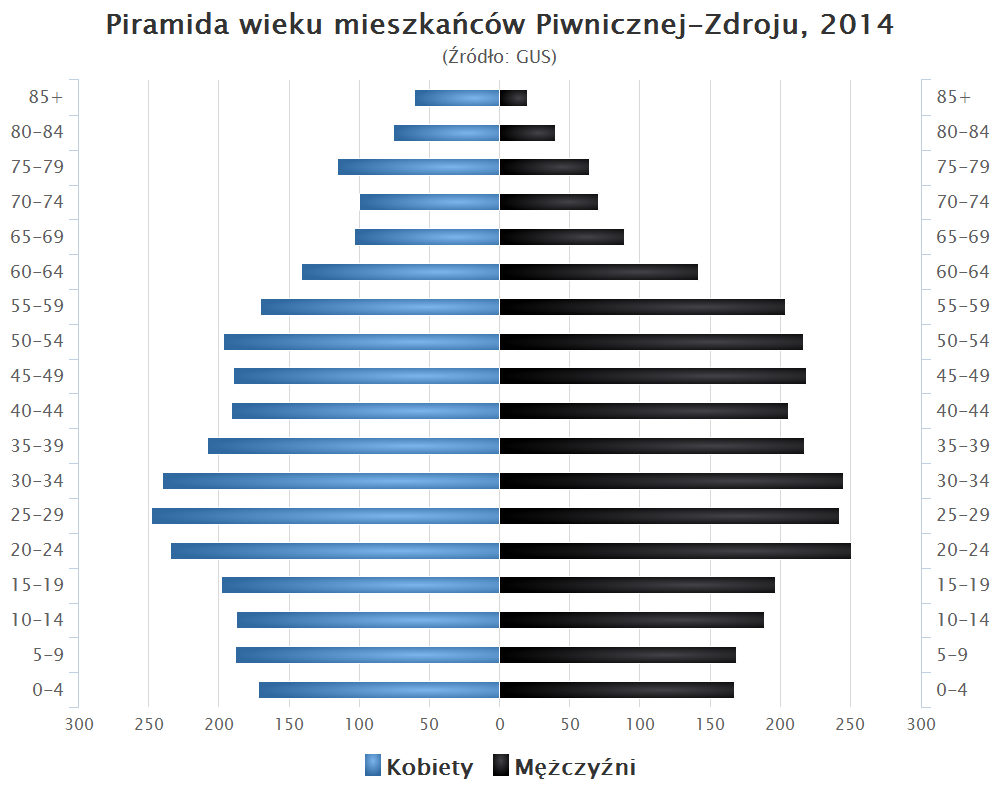
Piramida wieku mieszkańców Piwnicznej-Zdroju w 2014 roku

W 1921 r. spośród 3632 mieszkańców 3393 było wyznania rzymskokatolickiego, 6 greckokatolickiego, 7 ewangelickiego i 226 mojżeszowego. Narodowość polską zadeklarowało 3620 osób, rusińską 3, żydowską 5 i inną 4.
Ludność według spisów powszechnych, do roku 1943 razem z Głębokiem.
| Piwniczna 1890 (spis powszechny) | Piwniczna 1890 (spis powszechny) | Piwniczna 1890 (spis powszechny) | Piwniczna 1890 (spis powszechny) | Piwniczna 1890 (spis powszechny) | Piwniczna 1890 (spis powszechny) | Piwniczna 1890 (spis powszechny) | Piwniczna 1890 (spis powszechny) | Piwniczna 1890 (spis powszechny) | Piwniczna 1890 (spis powszechny) | Piwniczna 1890 (spis powszechny) | Piwniczna 1890 (spis powszechny) | Piwniczna 1890 (spis powszechny) |
| *                                |                                  | ludność                          | ludność                          | ludność                          | wyznanie                         | wyznanie                         | wyznanie                         | wyznanie                         | język                            | język                            | język                            | język                            |
| -------------------------------- | -------------------------------- | -------------------------------- | -------------------------------- | -------------------------------- | -------------------------------- | -------------------------------- | -------------------------------- | -------------------------------- | -------------------------------- | -------------------------------- | -------------------------------- | -------------------------------- |
| *                                | domy                             | m.                               | k.                               | razem                            | rz.katol.                        | gr.katol.                        | mojż.                            | inne                             | polski                           | niem.                            | rusiński                         | inny                             |
| Piwniczna                        | 561                              | 1705                             | 1696                             | 3401                             | 3166                             | 13                               | 222                              | –                                | 3365                             | 36                               | –                                | –                                |
| Banie                            | 7                                | 17                               | 17                               | 34                               | 34                               | –                                | –                                | –                                | 34                               | –                                | –                                | –                                |
| Bitne                            | 1                                | 5                                | 3                                | 8                                | 8                                | –                                | –                                | –                                | 8                                | –                                | –                                | –                                |
| Błaszkowa                        | 9                                | 31                               | 23                               | 54                               | 53                               | 1                                | –                                | –                                | 54                               | –                                | –                                | –                                |
| Borownice                        | 35                               | 111                              | 113                              | 224                              | 213                              | –                                | 11                               | –                                | 224                              | –                                | –                                | –                                |
| Bucznik                          | 1                                | 5                                | 4                                | 9                                | 9                                | –                                | –                                | –                                | 9                                | –                                | –                                | –                                |
| Bukowiec                         | 6                                | 15                               | 19                               | 34                               | 34                               | –                                | –                                | –                                | 34                               | –                                | –                                | –                                |
| Bziniaki                         | 8                                | 25                               | 26                               | 51                               | 51                               | –                                | –                                | –                                | 51                               | –                                | –                                | –                                |
| Cichoniówka                      | 6                                | 14                               | 10                               | 24                               | 24                               | –                                | –                                | –                                | 24                               | –                                | –                                | –                                |
| Czerteż                          | 3                                | 7                                | 6                                | 13                               | 13                               | –                                | –                                | –                                | 13                               | –                                | –                                | –                                |
| Czyrcz                           | 28                               | 68                               | 76                               | 144                              | 134                              | –                                | 10                               | –                                | 144                              | –                                | –                                | –                                |
| Czyrczyk                         | 25                               | 81                               | 61                               | 142                              | 141                              | 1                                | –                                | –                                | 142                              | –                                | –                                | –                                |
| Duchówka                         | 3                                | 8                                | 9                                | 17                               | 17                               | –                                | –                                | –                                | 17                               | –                                | –                                | –                                |
| Fryckowskie                      | 2                                | 6                                | 6                                | 12                               | 12                               | –                                | –                                | –                                | 12                               | –                                | –                                | –                                |
| Głębokie                         | 22                               | 65                               | 65                               | 130                              | 125                              | –                                | 5                                | –                                | 130                              | –                                | –                                | –                                |
| Groń Trześniowy                  | 4                                | 10                               | 9                                | 19                               | 19                               | –                                | –                                | –                                | 19                               | –                                | –                                | –                                |
| Hanuszów                         | 23                               | 80                               | 74                               | 154                              | 134                              | –                                | 20                               | –                                | 154                              | –                                | –                                | –                                |
| Kiczkówka                        | 3                                | 12                               | 8                                | 20                               | 20                               | –                                | –                                | –                                | 20                               | –                                | –                                | –                                |
| Kosarzyska                       | 14                               | 37                               | 46                               | 83                               | 76                               | –                                | 7                                | –                                | 83                               | –                                | –                                | –                                |
| Kosmydle                         | 2                                | 7                                | 5                                | 12                               | 12                               | –                                | –                                | –                                | 12                               | –                                | –                                | –                                |
| Kulizaki                         | 1                                | 1                                | 1                                | 2                                | 2                                | –                                | –                                | –                                | 2                                | –                                | –                                | –                                |
| Latawcowa                        | 4                                | 9                                | 14                               | 23                               | 23                               | –                                | –                                | –                                | 23                               | –                                | –                                | –                                |
| Łazy                             | 44                               | 163                              | 141                              | 304                              | 304                              | –                                | –                                | –                                | 304                              | –                                | –                                | –                                |
| Liskowa                          | 7                                | 23                               | 22                               | 45                               | 45                               | –                                | –                                | –                                | 45                               | –                                | –                                | –                                |
| Łomnickie                        | 13                               | 45                               | 45                               | 90                               | 81                               | –                                | 9                                | –                                | 90                               | –                                | –                                | –                                |
| Magura                           | 7                                | 21                               | 20                               | 41                               | 41                               | –                                | –                                | –                                | 41                               | –                                | –                                | –                                |
| Majerz                           | 10                               | 36                               | 31                               | 67                               | 57                               | 1                                | 9                                | –                                | 67                               | –                                | –                                | –                                |
| Majerz                           | 3                                | 4                                | 5                                | 9                                |                                  |                                  |                                  |                                  |                                  |                                  |                                  |                                  |
| Zagrody                          | 7                                | 32                               | 26                               | 58                               |                                  |                                  |                                  |                                  |                                  |                                  |                                  |                                  |
| Makowisko                        | 11                               | 25                               | 26                               | 51                               | 51                               | –                                | –                                | –                                | 51                               | –                                | –                                | –                                |
| Niemcowa                         | 1                                | 1                                | 3                                | 4                                | 4                                | –                                | –                                | –                                | 4                                | –                                | –                                | –                                |
| Niewinna                         | 4                                | 8                                | 10                               | 18                               | 18                               | –                                | –                                | –                                | 18                               | –                                | –                                | –                                |
| Obidza                           | 12                               | 34                               | 29                               | 63                               | 63                               | –                                | –                                | –                                | 63                               | –                                | –                                | –                                |
| Piwn. centrum                    | 75                               | 235                              | 253                              | 488                              | 353                              | 10                               | 125                              | –                                | 452                              | 36                               | –                                | –                                |
| Piwowary                         | 14                               | 44                               | 42                               | 86                               | 86                               | –                                | –                                | –                                | 86                               | –                                | –                                | –                                |
| Podolik                          | 9                                | 23                               | 25                               | 48                               | 28                               | –                                | 20                               | –                                | 48                               | –                                | –                                | –                                |
| Pola                             | 5                                | 11                               | 19                               | 30                               | 30                               | –                                | –                                | –                                | 30                               | –                                | –                                | –                                |
| Polany                           | 9                                | 28                               | 33                               | 61                               | 61                               | –                                | –                                | –                                | 61                               | –                                | –                                | –                                |
| Promowa                          | 5                                | 15                               | 12                               | 27                               | 27                               | –                                | –                                | –                                | 27                               | –                                | –                                | –                                |
| Równia                           | 25                               | 67                               | 81                               | 148                              | 143                              | –                                | 5                                | –                                | 148                              | –                                | –                                | –                                |
| Rzeniowskie                      | 2                                | 8                                | 8                                | 16                               | 16                               | –                                | –                                | –                                | 16                               | –                                | –                                | –                                |
| Skorupy                          | 8                                | 26                               | 20                               | 46                               | 46                               | –                                | –                                | –                                | 46                               | –                                | –                                | –                                |
| Śmigowskie                       | 21                               | 57                               | 56                               | 113                              | 112                              | –                                | 1                                | –                                | 113                              | –                                | –                                | –                                |
| Sucha Dolina                     | 13                               | 39                               | 43                               | 82                               | 82                               | –                                | –                                | –                                | 82                               | –                                | –                                | –                                |
| Walczaki i Korpały               | 11                               | 27                               | 27                               | 54                               | 54                               | –                                | –                                | –                                | 54                               | –                                | –                                | –                                |
| Więckówka                        | 2                                | 7                                | 5                                | 12                               | 12                               | –                                | –                                | –                                | 12                               | –                                | –                                | –                                |
| Witkowskie                       | 9                                | 33                               | 33                               | 66                               | 66                               | –                                | –                                | –                                | 66                               | –                                | –                                | –                                |
| Zapotok                          | 9                                | 26                               | 35                               | 61                               | 61                               | –                                | –                                | –                                | 61                               | –                                | –                                | –                                |
| Zawodzie                         | 17                               | 57                               | 51                               | 108                              | 108                              | –                                | –                                | –                                | 108                              | –                                | –                                | –                                |
| Zwory                            | 11                               | 32                               | 31                               | 63                               | 63                               | –                                | –                                | –                                | 63                               | –                                | –                                | –                                |
| *                                | domy                             | m.                               | k.                               | razem                            | rz.katol.                        | gr.katol.                        | mojż.                            | inne                             | polski                           | niem.                            | rusiński                         | inny                             |
| Kokuszka                         | 57                               | 178                              | 212                              | 390                              | 372                              | –                                | 18                               | –                                | 379                              | 11                               | –                                | –                                |
| Łomnica                          | 176                              | 565                              | 577                              | 1142                             | 1128                             | –                                | 6                                | 8                                | 1139                             | –                                | 3                                | –                                |
| Młodów                           | 34                               | 100                              | 101                              | 201                              | 194                              | 1                                | 6                                | –                                | 194                              | 6                                | 1                                | –                                |
| Wierchomla Mała                  | 55                               | 186                              | 200                              | 386                              | –                                | 386                              | –                                | –                                | –                                | –                                | 386                              | –                                |
| Wierchomla W.                    | 209                              | 617                              | 684                              | 1301                             | 7                                | 1270                             | 24                               | –                                | –                                | –                                | 1301                             | –                                |
| Zubrzyk                          | 56                               | 159                              | 178                              | 337                              | 13                               | 319                              | 5                                | –                                | 18                               | –                                | 319                              | –                                |

| Rok    | 1900 | 1921 | 1931 | 2002 |
| Liczba | 617  | 653  | 829  | 1136 |

| Zwierzęta | Konie | Bydło | Owce | Świnie |
| Liczba    | 180   | 1560  | 870  | 382    |

## Części miasta
Części miasta wg TERYT
Banie, Bitne, Błankowa, Borowiec, Borownice, Buczkowa, Bucznik, Bziniaki, Cichoniówka, Cyrchla, Czercz, Czerteż, Duchówka, Fiedorówki, Fryckowskie, Hale, Hanuszów, Jeziory, Kickowa, Kijanki, Korpały, Kosmydle, Kosmydlówka, Koszarzyska, Kowalówki, Lasek, Latawcowa, Latowice, Leskowa, Łazarkówka, Łazy, Łomnickie, Magury, Międzybrodzie, Niedźwiedza, Niemcowa, Niewinna, Obidza, Piwowarówka, Piwowary, Podbukowiec, Podolik, Pola, Rewałówka, Rokitniak, Równia, Rycerze, Rzymowskie, Skorupy, Sucha Dolina, Szeroka Polana, Szerszeniówka, Śmigowskie, Świniarki, Tromowa, Trześniowa, Trześniowy Groń, Twarogi, Tymowska, Walczaki, Werbówki, Więckówka, Witkowskie, Zabanie, Zaczerczyk, Zagrody, Zamakowisko, Zapotok, Zatyłki, Zawodzie, Zwór, Żeniowska
Nazwa niestandaryzowana
Kosarzyska

## Wody mineralne
Występują tu naturalne lecznicze wody mineralne, znane jako „kwaśne wody”. Są to wody wodorowęglanowo-magnezowo-wapniowo-żelaziste. Charakteryzują się wysoką zawartością jonów magnezowych i wapniowych, wykazując działanie neutralizujące sok żołądkowy, a powstający w wyniku reakcji chlorek wapnia działa przeciwzapalnie. Alkalizacja treści pokarmowej i pobudzanie czynności wydalniczej żołądka przez dwutlenek węgla przyspieszają jego opróżnianie. Działa to korzystnie w leczeniu choroby wrzodowej żołądka i dwunastnicy, nieżycie żołądka i stanach zapalnych jelit. Wspomagają też leczenie cukrzycy i stanów zapalnych trzustki.
W miejscowych ośrodkach leczniczo-wypoczynkowych stosuje się wannowe kąpiele mineralne, zabiegi borowinowe, natryski wodolecznicze, masaże, gimnastykę leczniczą, inhalację oraz kurację pitną wody. Aktualnie na terenie uzdrowiska eksploatowanych jest kilka głębinowych otworów. Woda rozlewana jest w dwóch rozlewniach w Piwnicznej i Zubrzyku.

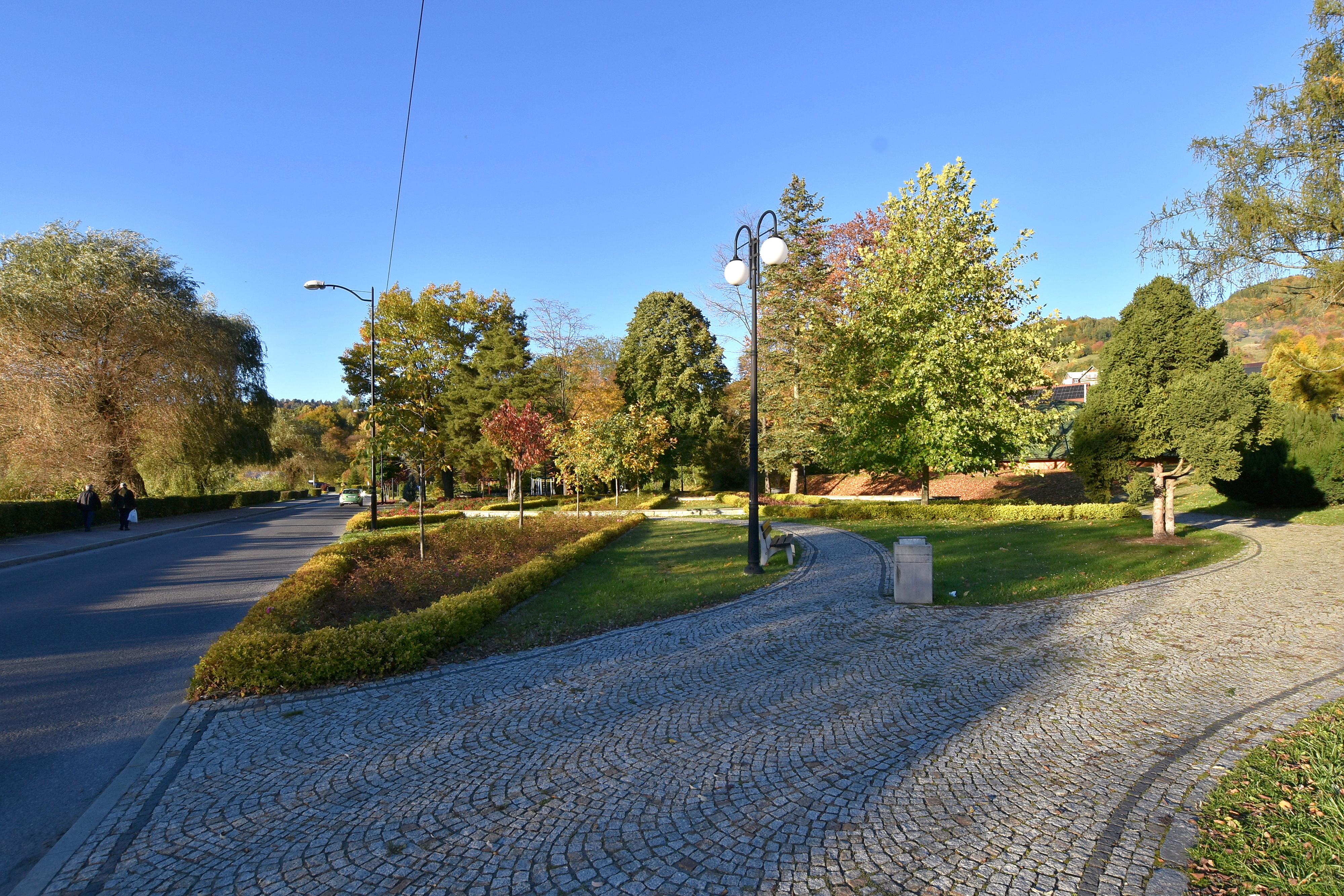
Park Zdrojowy
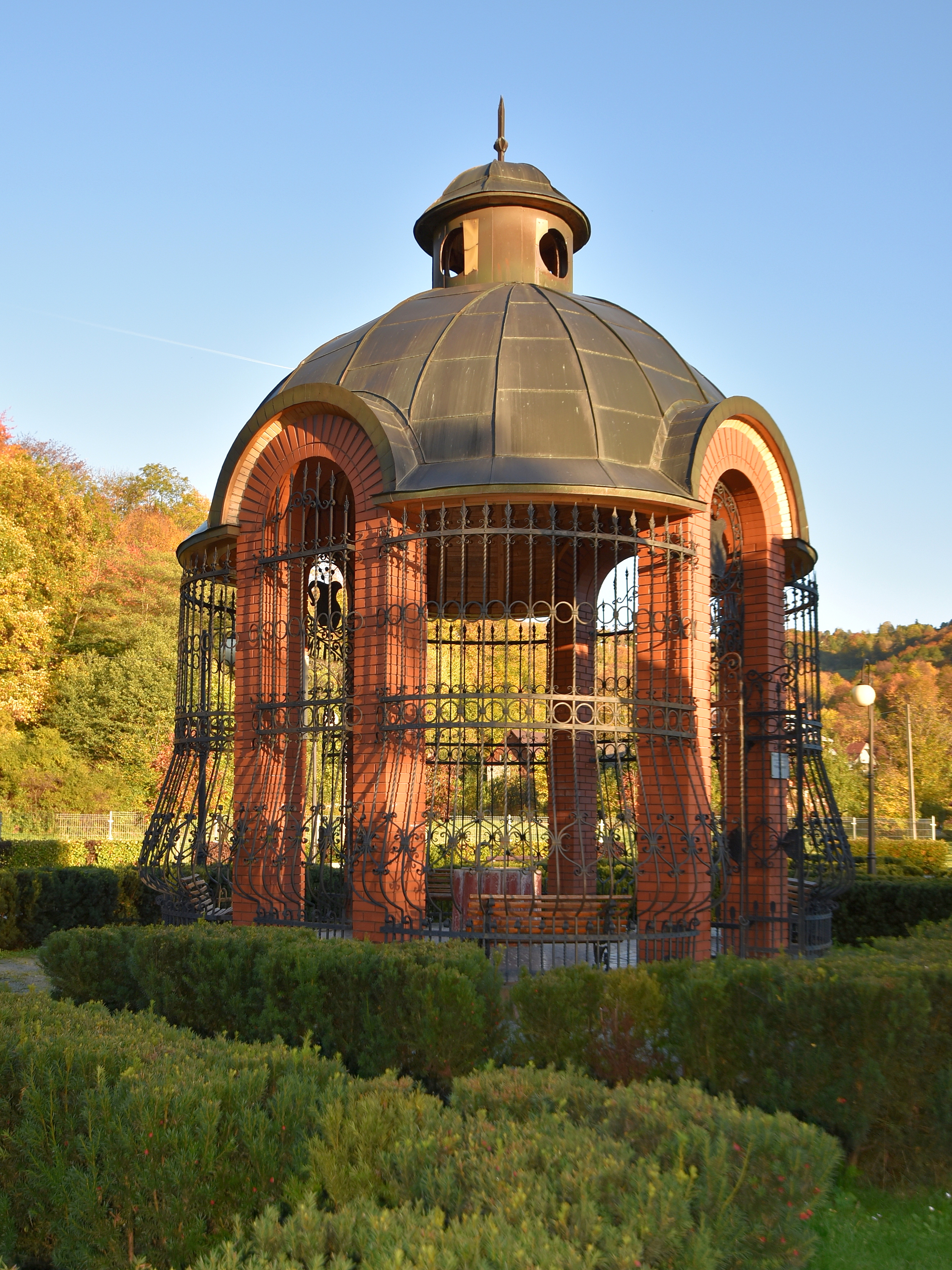
Park Zdrojowy, Pijalnia-odwiert P-7
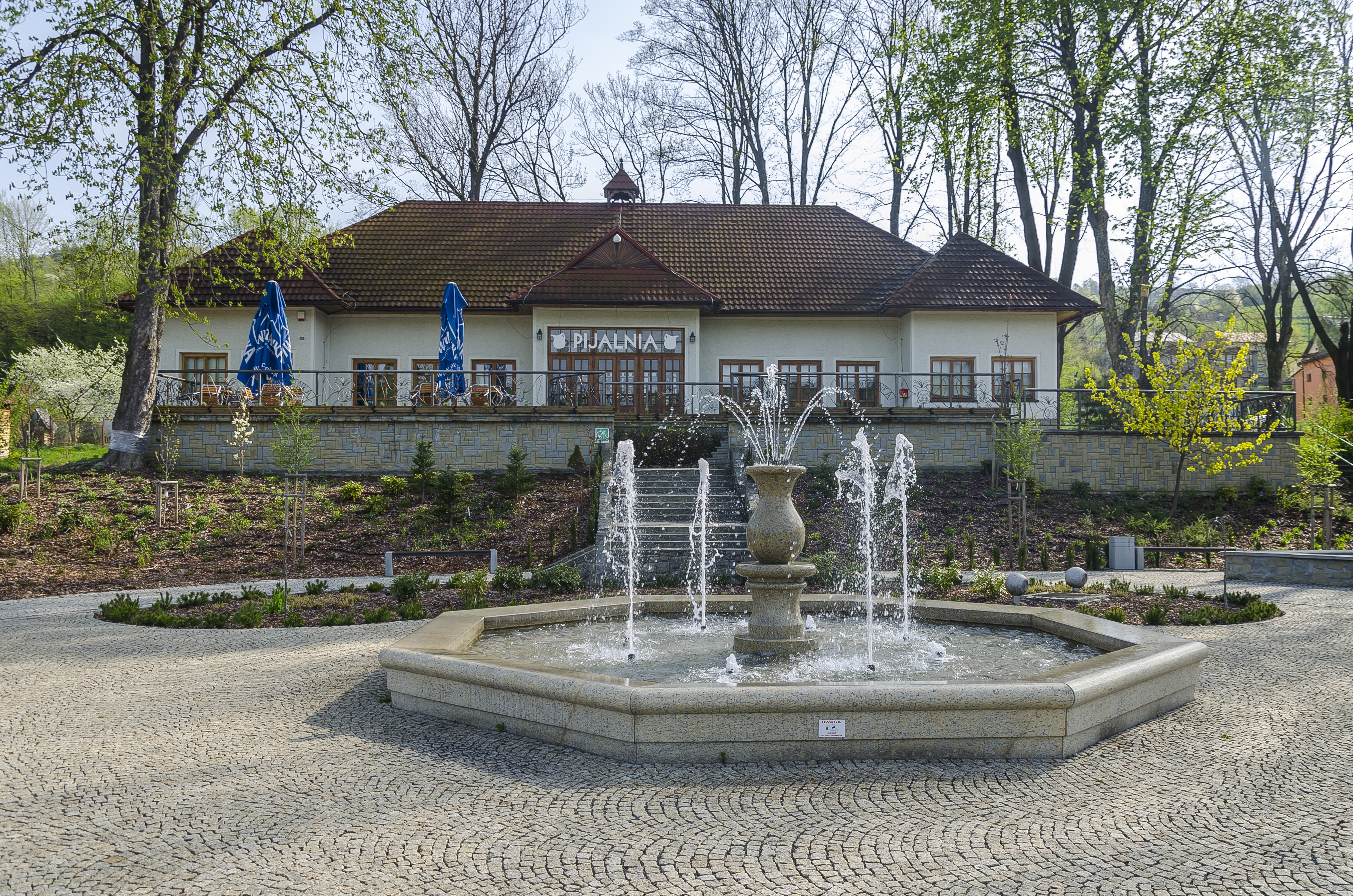
Park Zdrojowy, Pijalnia

## Narciarstwo
Zimą panują tu dobre warunki śniegowe umożliwiające uprawianie sportów zimowych w ośrodkach narciarskich w Suchej Dolinie, Wierchomli Małej i Kokuszce. W stacjach narciarskich działa kilkanaście wyciągów narciarskich: orczykowych i talerzykowych, jak również koleje krzesełkowe. Działają też serwisy narciarskie, wypożyczalnie sprzętu oraz szkółki narciarskie. W Wierchomli i Kokuszce stosuje się sztuczne naśnieżanie i oświetlenie.

## Zabytki
Obiekty wpisane do rejestru zabytków nieruchomych województwa małopolskiego.
- Pensjonat „Orlęta”, ul. Gąsiorowskiego 2. szachulcowy budynek z 1897 roku;
- studnia w Rynku z całością obudowy architektonicznej wraz z otoczeniem – zieleniec wyodrębniony krawężnikami.

Na środku rynku znajduje się zabytkowa cysterna z 1913 r. – studnia, która zaopatrywała mieszczan w wodę do użytku codziennego, a później była zbiornikiem przeciwpożarowym. Pierwsza studnia powstała w 1801; w czasie wielkiego pożaru w 1876 spłonęła wraz z całym wyposażeniem. Uratowała się (wpadła do wody) jedynie figura św. Floriana. Po zrekonstruowaniu studni na jednym ze zwieńczeń wymalowano wizerunek Kazimierza Wielkiego. Do niedawna na studni znajdował się zabytkowy wóz strażacki, który w roku 2020 został przeniesiony w okolice remizy OSP w Kosarzyskach.

### Inne zabytki
Od czasów lokacji miasta zachował się prawie niezmieniony układ urbanistyczny z czworobocznym rynkiem i wychodzącymi z jego narożników ulicami. W zachodniej pierzei rynku znajduje się ratusz, którego zalążek powstał w XIX w. i pełnił funkcję wartowni. W pozostałych pierzejach rynku XIX-wieczne domy mieszczańskie.
Naprzeciw kościół parafialny pw. Narodzenia NMP, wybudowany w latach 1881–1886, z kamienia i cegły, na miejscu starszych świątyń. Jest to kościół bazylikowy, z wieżą na osi wtopioną w korpus, nakryty dachem dwuspadowym z sygnaturką na kalenicy i dzwonem z 1523 r., odlanym w Maasen. Wewnątrz cenne ceramiczne stacje drogi krzyżowej, pochodzące z Wiednia. W prezbiterium zwraca uwagę obraz pędzla Bolesława Barbackiego – św. Józef z Dzieciątkiem Jezus.

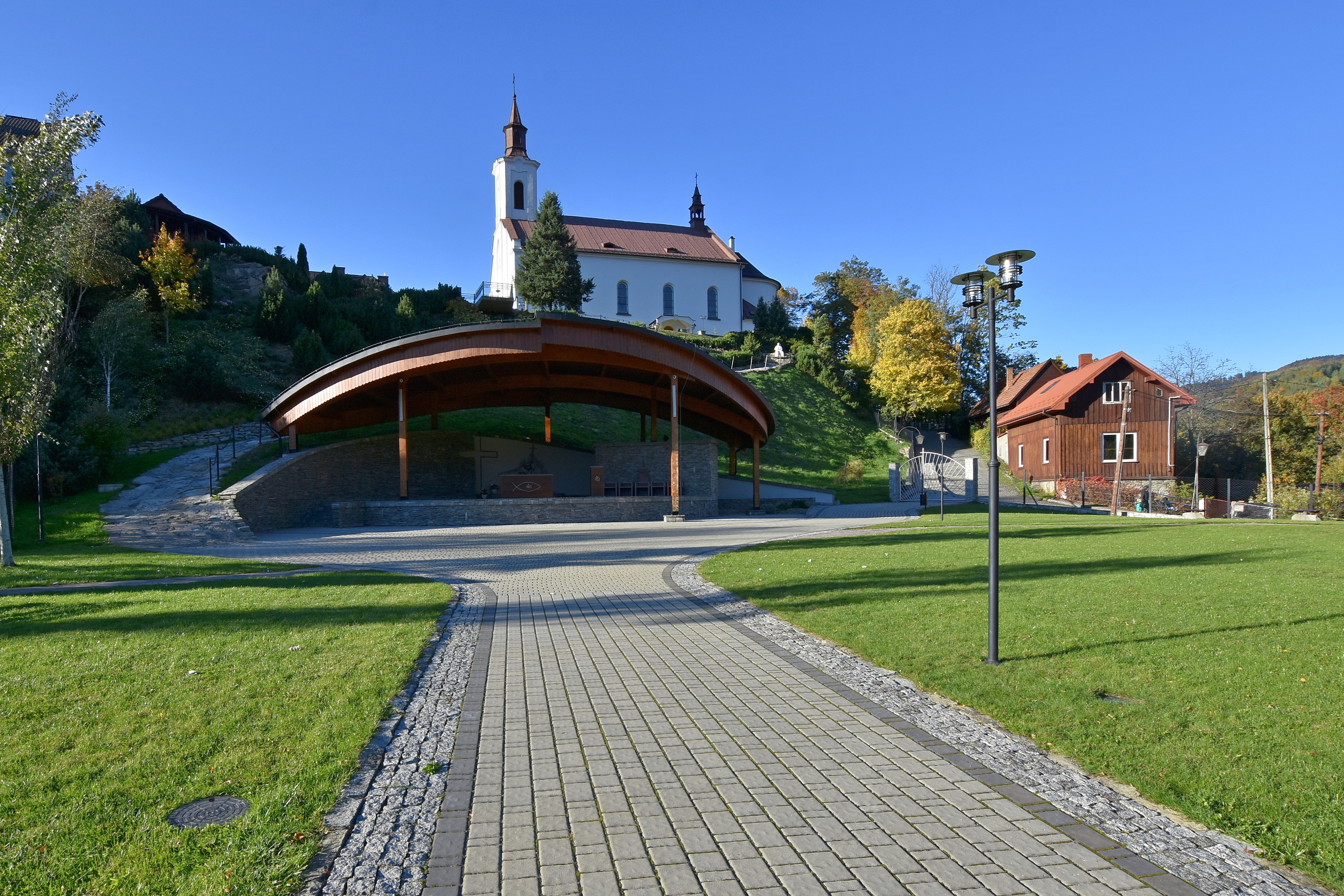
Kościół parafialny
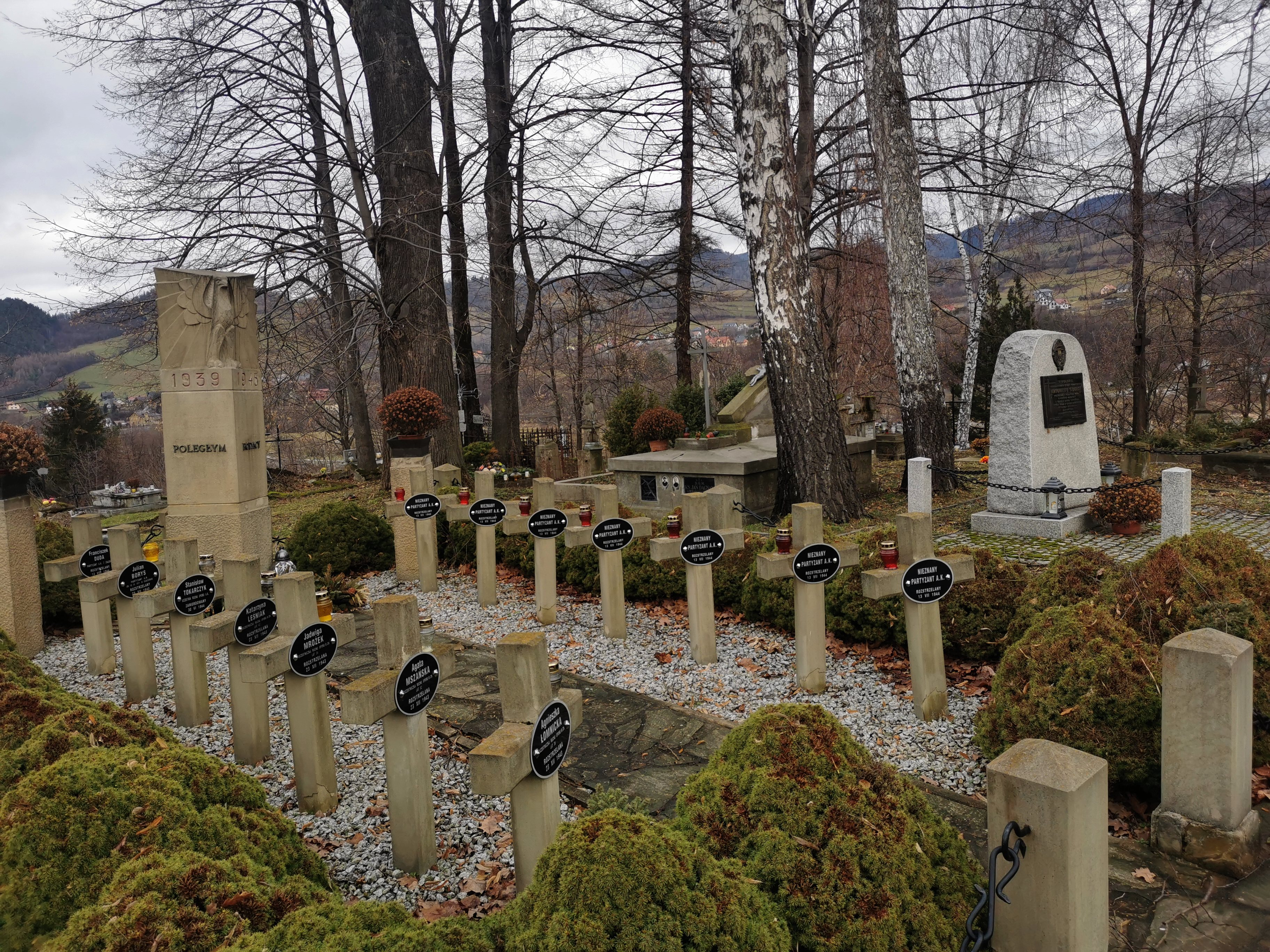
Pomnik na cmentarzu
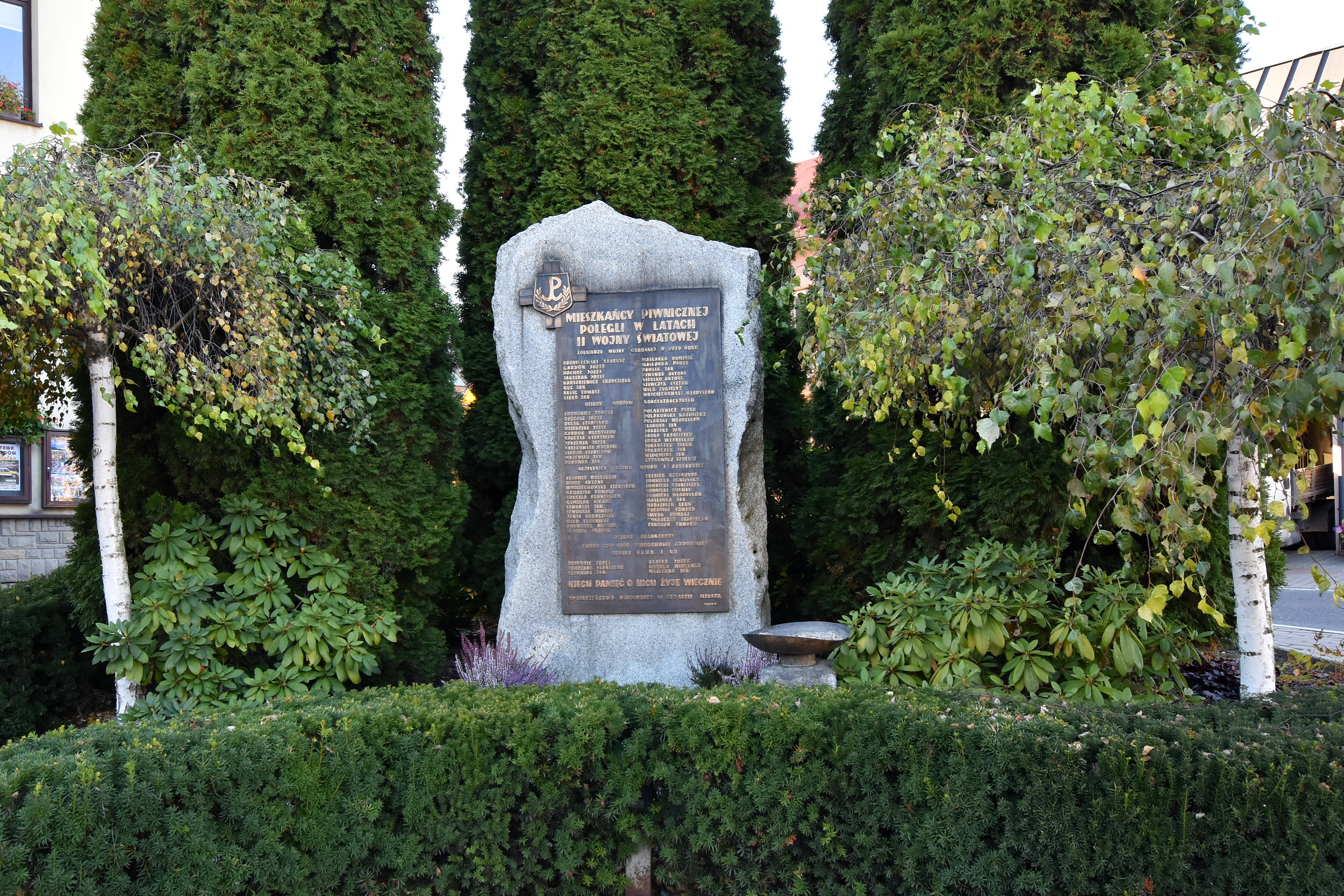
Rynek, pomnik

## Kultura i turystyka
Główne atrakcje turystyczne, oprócz narciarstwa, Piwnicznej:
- Spływ łodziami doliną Popradu,
- Wieża widokowa na szczycie Eliaszówka,
- Park Węgielnik – Skałki,
- Pijalnia wód mineralnych oraz tzw. kopuła, gdzie można zaczerpnąć świeżej wody mineralnej prosto z ujęcia,
- Muzeum Regionalne,
- Wypożyczalnia quadów, wędkowanie na Popradzie, paintball, pumptrack, skatepark, jazda konna, baseny, oraz ścianka wspinaczkowa.
- Ponadto 280 km tras i oznakowanych szlaków turystycznych dla pieszych, rowerzystów i jazdy konnej oraz ścieżki zdrowia (Park Zdrojowy „Kicarz”),

Na terenie Piwnicznej funkcjonuje kilkadziesiąt różnych obiektów wczasowych, leczniczo-wypoczynkowych z miejscami noclegowymi, sanatorium, hotel, schroniska górskie oraz kwatery prywatne – łącznie ponad 3000 miejsc noclegowych. Pod numerem Rynek 23 uwagę zwraca wzniesiony w latach 2004–2008 nowoczesny budynek Pensjonatu pod Kasztanami, zaprojektowany przez architektów Rafała Barycza i Pawła Saramowicza. We wschodniej pierzei rynku znajduje się budynek Miejsko-Gminnego Ośrodka Kultury z Izbą Regionalną i biblioteką.
Znakowane szlaki turystyczne
 Piwniczna – Przełęcz Gromadzka – Dolina Biała Woda – Jaworki
 Piwniczna – Eliaszówka – Przełęcz Gromadzka
 Piwniczna – Przełęcz Bukowina – Hala Pisana – Frycowa
 Piwniczna – Bucznik – Łomnica-Zdrój – Schronisko PTTK na Hali Łabowskiej – Łabowiec – Łabowa
Miejsko-Gminny Ośrodek Kultury organizuje bądź współorganizuje coroczne stałe imprezy:
- Wrzosowisko,
- Sobótki Nadpopradzkie,
- Dni Piwnicznej,
- Międzynarodowy Festiwal „Dzieci Gór”,
- Jesień Popradzka.

Od 1965 r. w Piwnicznej funkcjonuje regionalny zespół folklorystyczny „Dolina Popradu”, który prezentuje kulturę oraz folklor górali nadpopradzkich, tzw. czarnych górali. Zespół od początku istnienia dał ponad 1000 występów, zdobył czołowe miejsca na międzynarodowych konkursach, m.in. w Finlandii w 2007 r.
W Kosarzyskach urodziła się Danuta Szaflarska.
W Piwnicznej przez część życia mieszkał i tworzył Zygmunt Radnicki.

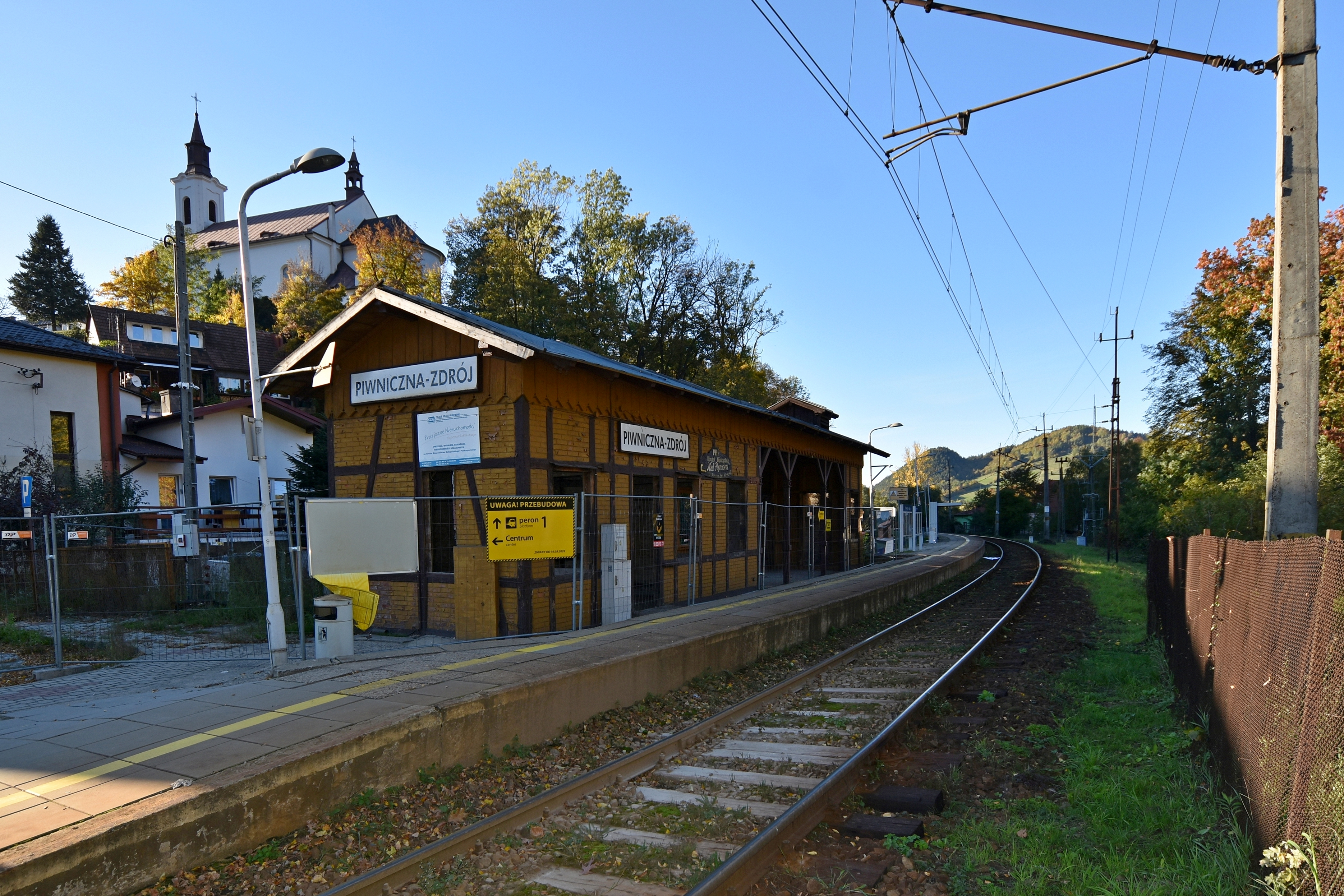
Przystanek kolejowy
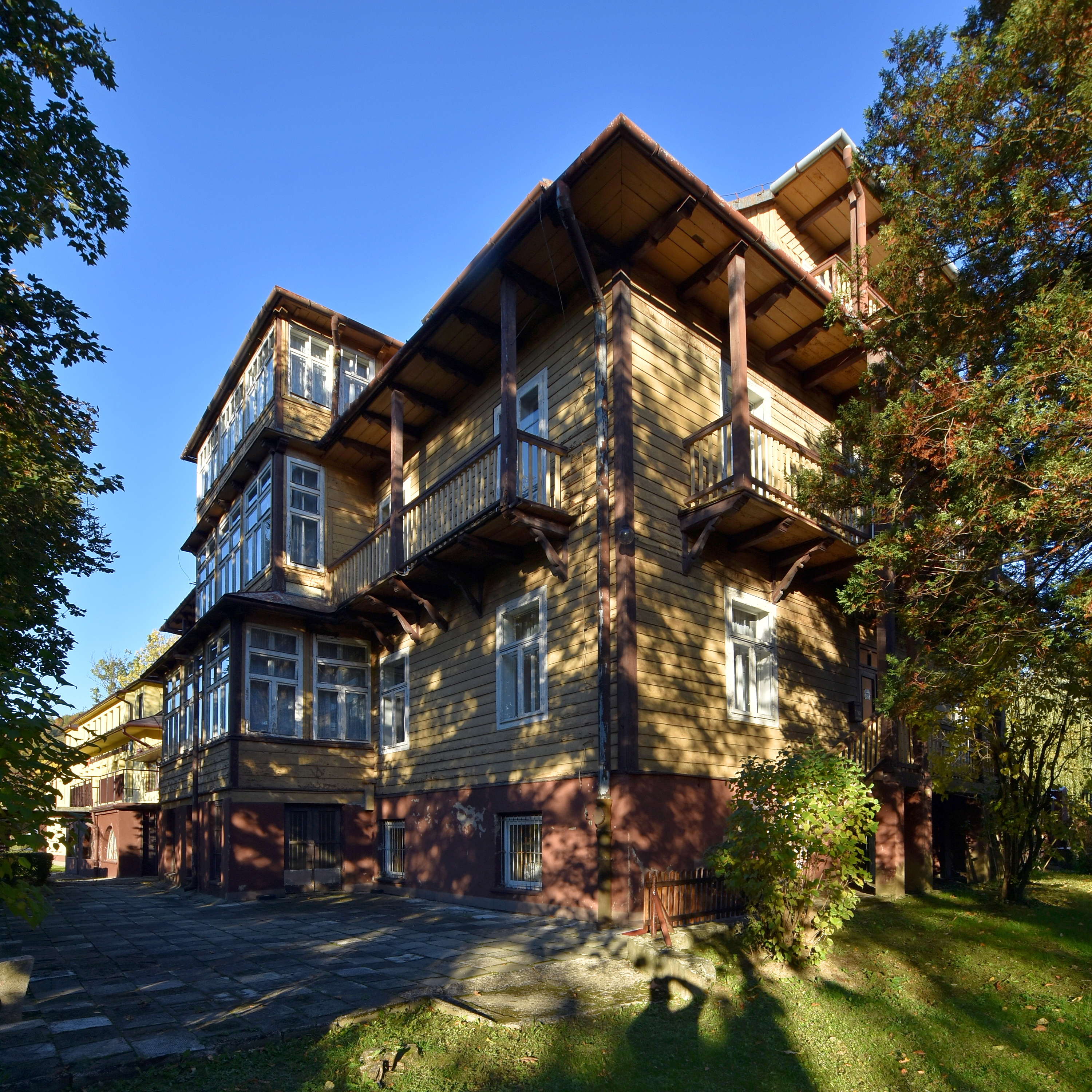
Willa drewniana
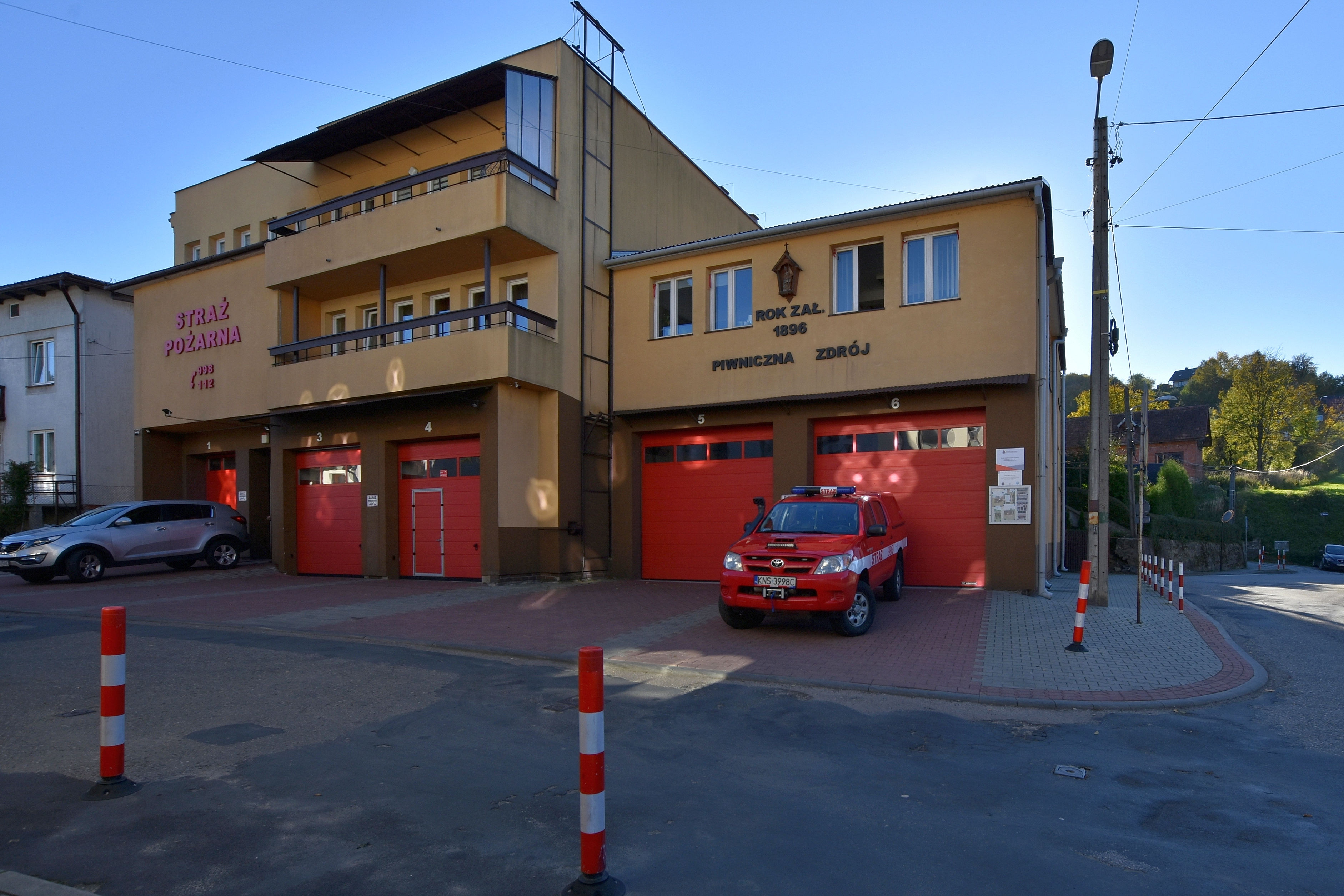
Remiza

## Muzeum regionalne
Muzeum mieści się w Miejsko-Gminnym Ośrodku Kultury w Piwnicznej Zdroju i powstało z inicjatywy Towarzystwa Miłośników Piwnicznej. Bogactwem muzeum jest zasobny dział etnograficzny ze zbiorami sprzętu domowego i gospodarskiego, narzędzi rzemieślniczych, strojów i zabytkami dawnego rękodzieła. Zbiory historyczne to fotokopie i reprodukcje dokumentów lokacyjnych i przywilejów miasta Piwniczna oraz zdjęcia i pamiątki po bohaterach lokalnego życia. Unikatowa jest największa w Europie kolekcja dawnego sprzętu narciarskiego (gromadzona przez Zygmunta Bielczyka) – nart biegowych i zjazdowych, ukazująca rozwój techniczny tego rodzaju sportowego wyposażenia.
W przemyśle dominuje wydobycie wody mineralnej; największym przedsiębiorstwem w mieście jest Zakład Butelkowania Naturalnej Wody Mineralnej „Piwniczanka”. Ponadto drobny przemysł drzewny i skórzany.

## Kontrowersje w sprawie nazwy
Nazwa miejscowości Piwniczna-Zdrój pisana z łącznikiem (dywizem) jest formą zatwierdzoną urzędowo. Forma nazwy pisana bez łącznika, tzn. Piwniczna Zdrój, jest natomiast formą potoczną.

## Ochotnicza Straż Pożarna
Piwniczna posiada założoną w 1896 roku Ochotniczą Straż Pożarną, jednostka od 1995 roku znajduje się w krajowym systemem ratowniczo-gaśniczym i posiada 3 samochody bojowe.
- GLM 8 Isuzu
- GBARt 2,5/24 Renault Midium 220.14
- GCBA Scania

## Ludzie związani z Piwniczną-Zdrojem

### Urodzeni
- Danuta Szaflarska polska aktorka filmowa i teatralna.
- Janina Woynarowska polska pielęgniarka, działaczka charytatywna, poetka.
- Andrzej Glapiński polski polityk, inżynier, poseł na Sejm X kadencji, wojewoda legnicki.
- Józef Życzkowski polski dyrygent i pedagog, wykładowca Konserwatorium Towarzystwa Muzycznego w Krakowie.